# 南儀
南仪，陕西安定人，清朝政治人物、同进士出身。
清顺治六年（1649年），登己丑科三甲二佰二十七名进士。顺治七年，担任郯城县知县。曾侨居于宜川，著有《四书大意》。